# Kate Walsh
Kathleen Erin Walsh, bolje poznana kot Kate Walsh, ameriška gledališka, filmska in televizijska igralka ter bivši fotomodel, *13. oktober 1967, San Jose, Kalifornija, Združene države Amerike. Trenutno je najbolje prepoznavna po vlogi Dr. Addison Montgomery iz ABC-jevih dramskih televizijskih serij Talenti v belem in Zasebna ambulanta.

## Zgodnje življenje
Kathleen Erin Walsh se je rodila 13. oktobra 1967 v San Joseju, Kalifornija, Združene države Amerike in bila vzgojena v Tucsonu, Arizona. Njen oče je prihajal iz Navana v County Meathu, Irska in je bil Irec. Njen dedek je bil Italijan. Njena mama Angela živi v Nevadi, Kate Walsh pa ima še štiri sorojence. Ima dve sestri in dva brata, Seana in Joeja, ki sta po poklicu ustvarjalca filmov. Kate Walsh se je šolala na univerzi University of Arizona, kjer je igrala tudi v regionalnem gledališču. Trenutno živi v Los Angelesu. Vzgojena je bila v rimo-katoliški veri.

## Kariera

### Zgodnja kariera
Kate Walsh je s svojo kariero začela kot fotomodel na Japonskem v osemdesetih, med tem časom pa je tudi Japonske študente poučevala angleščino. Preselila se je v Chicago in začela sodelovati s teatrom Piven Theatre Workshop. Nastopila je na radiju National Public Radio v radijski verziji igre Born Guilty. Kasneje se je preselila v New York in se 27. junija 1987 pridružila komični skupini Burn Manhattan ter nastopila v mnogih Off-Broadwayskih igrah.

### Televizijske vloge
Po tem, ko je zaigrala vlogo Cathy Buxton v epizodi »Stakeout« televizijske serije Homicide: Life on the Street v letu 1996, je uradno začela s svojo igralsko kariero. Že naslednje leto je dobila vlogo v televizijski seriji The Drew Carey Show, kjer je upodobila Nicki, dekle Careyjevega lika. V nekaterih epizodah je nosila obleke, v katerih je izgledala debelejša, zaradi česar je bila Nicki prikazana kot ženska, ki prav obsedeno poskuša shujšati. Upodobila je tudi Carol Nelson v HBO-jevi televizijski seriji The Mind of the Married Man in zaigrala simpatijo Norma Macdonalda v televizijski seriji The Norm Show. Imela je tudi pomembnejši gostovalni pojav v televizijski seriji Na kraju zločina, kjer je zaigrala Mimoso, transeksualko. Včasih se je pojavila v skečih v televizijski seriji Late Night with Conan O'Brien. Med letoma 2003 in 2004 je imela tudi stransko vlogo detektivke Marley Novak v televizijski seriji Karen Sisco. Leta 2005 je dobila vlogo v televizijski seriji Talenti v belem, kjer je zaigrala Dr. Addison Montgomery, odtujeno ženo Dereka Shepherda (»Dr. McDreamy«, upodobil ga je Patrick Dempsey).
Februarja 2007 je bilo potrjeno, da bo lik Kate Walsh, Addison, v televizijski seriji Talenti v belem prestavljen v novo verzijo televizijske serije, ki se bo začela predvajati v septembru 2007. V igralsko zasedbo televizijske serije Zasebna ambulanta so prišli tudi Taye Diggs, Tim Daly, Amy Brenneman, Chris Lowell in Audra McDonald. Kate Walsh se je vrnila v Seattle Grace kot gostovalna zvezdnica za trinajsto epizodo četrte sezone in petnajsto ter šestnajsto epizodo pete sezone serije Talenti v belem. Trenutno igra Addison Montgomery v tretji sezoni serije Talenti v belem, za katero je že potrjen izid vseh epizod.
Od septembra 2007 dalje se je Kate Walsh pojavljala v televizijskih reklamah za Cadillac CTS leta 2008. Trenutno je tudi govornica za podjetje mil za telesa, Caress' Exotic Oil Infusions.

### Filmske vloge
Kriminalna drama Normalno življenje je bila prva filmska vloga Kate Walsh; igrala je sestro roparja bank, ki ga je upodobil Luke Perry. Upodobila je tudi kleptomanično žensko v filmu Peppermills. Kate Walsh je zaigrala tudi v kultnem filmu, naslovljenem kot Henry: Portrait of a Serial Killer, Part 2. Svojo prvo pomembnejšo filmsko vlogo je dobila leta 2005 kot žena Willa Ferrella v Hollywoodski družinski komediji Kicking & Screaming poleg igralcev Roberta Duvalla in Mikea Ditke. S Ferrellom je zaigrala še v veliko drugih filmih, kot na primer V objemu čarovnice (z Nicole Kidman v glavni vlogi) in »alternativni različici filma Voditelj vrača udarec«, filmu Wake Up, Ron Burgundy: The Lost Movie.
Leta 2003 se je Kate Walsh pojavila v filmu Pod toskanskim soncem z Diane Lane in Sandro Oh. Zaigrala je partnerko lika Sandre Oh. V zvezi s svojimi homoseksualnimi vlogami je povedala: »Ali izgledam kot dekle-na-dekle, se sprašujem? Ali pa je to zato, ker sem visoka? Najbrž me dekleta naravnost obožujejo!«
Kate Walsh je bila izbrana za igranje poleg igralcev Johna Cusacka in Samuela L. Jacksona v nadnaravnem trilerju 1408, vendar je vlogo opustila zaradi razporejevalnih konfliktov. Kate Walsh je poleg igralcev Dennisa Quaida in Paula Bettanyja zaigrala tudi v bibljiski grozljivki Legija, ki je izšla 22. januarja 2010.

### Teater
V maju 2010 je Kate Walsh poleg Paula Sparksa v gledališču Atlantic Theater Company’s igrala v Off-Broadwayski igri Stephena Belberja, Dusk Rings a Bell. Nova verzija igre se je začela igrati 19. maja in kasneje še 27. maja v gledališču Atlantic Stage 2.
Ima tudi dolgo gledališko kariero v Chicagu, kjer je zaigrala v igrah, kot so Happy Birthday Wanda June, The Danube, Moon Under Miami in Troilus and Cressida. V New Yorku je bila Kate Walsh članica improvizacijske komične skupine New York City Players.

## Zasebno življenje
Kate Walsh se je 1. septembra 2007 poročila z filmskim producentom Alexom Youngom. Poročila sta se v cerkvi Ojai Presbyterian Church v Ojaiju, severno od Los Angelesa. 11. decembra 2008 je bilo objavljeno, da je Young po petnajstih mesecih zakona vložil zahtevo za ločitev. 24. decembra 2008 se je z ločitvo strinjala tudi Kate Walsh, v Youngovih dokumentih za ločitev pa sta določila datum za ločitev. Končno sta se tudi uradno ločila 5. februarja 2010.
V septembru 2009 je Kate Walsh oblikovala lastno uradno spletno stran.

## Dobrodelna dela in politika
Od poletja leta 2007 je Kate Walsh govornica za podjetje Narcolepsy Network, promovira pa tudi narodno zavestnost med reklamami in razne DVD-je.
Januarja 2008 je Kate Walsh sodelovala pri izdelavi videa za promoviranje demokratskega predsedniškega kandidata Baracka Obamo, imenovanega »Yes We Can«. Video je produciral Will.I.Am iz banda Black Eyed Peas. Bila je tudi na kampanijah Baracka Obame v Arizoni, Teksasu, Nevadi inPennsylvaniji.
V juliju 2008 je bila Kate Walsh nominirana za kandidatko za mesto v nacionalnem upravnem odboru za izbiranje nagrad Screen Actors Guild (SAG) za izbiranje nagrad, predvideno 18. septembra 2008. 18. septembra 2008 je bila Kate Walsh izvoljena v nacionalni upravni odbor nagrad SAG za naslednja tri leta.
Kate Walsh podpira posvojitev domačih ljubljenčkov in se pogosto udeležuje kampanij, ki nagovarjajo k temu. 7. februarja 2008 je prerezala trak na odprtju novega centra za posvojitev psov, imenovanega Pedigree(R) Dogstore in Times Square.
V letu 2005 se je Kate Walsh pridružila društvu Planned Parenthood Federation of America (PPFA) v odboru advokatov, v letu 2008 pa je prejela njihovo nagrado PPFA Maggie Award za »ustvarjalca, ki podpira reproduktivno zdravje in svobodo«. Kate Walsh je sodelovala v mnogih aktivnostih za načrtovano starševstvo, vključno z raznimi mednarodnimi dobrodelnimi prireditvami, se udeležuje raznih dogodkov, ki jih organizira PPFA in spodbuja spolno izobraževanje. V januarju 2009 je za Planned Parenthood Federation of America spregovorila v Washingtonu.

## Dišava
28. marca 2010 je Kate Walsh potrdila, da namerava izdati lastno dišavo, ki naj bi izšla že jeseni istega leta.

## Filmografija
| Filmi        | Filmi                                  | Filmi                           | Filmi                                             |
| Leto         | Naslov                                 | Vloga                           | Opombe                                            |
| ------------ | -------------------------------------- | ------------------------------- | ------------------------------------------------- |
| 1996         | Normalno življenje                     | Cindy Anderson                  |                                                   |
| 1997         | Peppermills                            | Lena                            |                                                   |
| 1997         | Night of the Lawyers                   | Pressie Brooks (Biker)          |                                                   |
| 1998         | Henry: Portret serijskega morilca      | Cricket                         |                                                   |
| 1998         | Three Below Zero                       | Moirat                          |                                                   |
| 1998         | Heaven                                 | Diner                           |                                                   |
| 2000         | Zamujena priložnost                    | Jeannie                         |                                                   |
| 2002         | Anatomy of a Breakup                   | Lorra                           |                                                   |
| 2002         | A Day in the Life of Nancy M. Pimental | Kate                            | Izid naravnost na DVD                             |
| 2003         | Pod toskanskim soncem                  | Grace                           |                                                   |
| 2004         | Po sončnem zahodu                      | Shelia                          |                                                   |
| 2004         | Wake Up, Ron Burgundy: The Lost Movie  | Sue                             | Izid naravnost na DVD                             |
| 2005         | Kicking & Screaming                    | Barbara Weston                  |                                                   |
| 2005         | Inside Out                             | Tyne                            |                                                   |
| 2005         | V objemu čarovnice                     | Privlačna natakarica            |                                                   |
| 2010         | Legija                                 | Sandra Anderson                 |                                                   |
| 2019         | The Umbrella Academy                   | The Handler                     |                                                   |
| Televizija   |                                        |                                 |                                                   |
| Leto         | Naslov                                 | Vloga                           | Opombe                                            |
| 1996         | Homicide: Life on the Street           | Cathy Buxton                    | 1 epizoda                                         |
| 1996         | Swift Justice                          | Paula »Paulie« Goddard          | 1 epizoda                                         |
| 1997         | Zakon in red                           | Poročnica Kirstin Blair         | 1 epizoda                                         |
| 1997–2001    | The Drew Carey Show                    | Nicki Fifer                     | 21 epizod                                         |
| 1998         | Cupid                                  | Heidi                           | 1 epizoda                                         |
| 1999         | Turks                                  | Terry                           | Nepoznane epizode                                 |
| 1999         | The Mike O'Malley Show                 | Marcia                          | Nepoznane epizode                                 |
| 2000         | Cursed                                 | Stace                           | 1 epizoda                                         |
| 2000–2001    | The Norm Show                          | Jenny                           | 5 epizod                                          |
| 2001         | Begunec                                | Agentka Eve Hilliard            | 3 epizode                                         |
| 2001         | The Mind of the Married Man            | Carol Nelson                    | 3 epizode                                         |
| 2003–2004    | Karen Sisco                            | Marley Novak                    | 2 epizodi                                         |
| 2004         | Joint Custody                          | Florence                        | Nepoznane epizode                                 |
| 2004         | The Men's Room                         | Karen                           | 3 epizode                                         |
| 2004         | Na kraju zločina                       | Mimosa                          | 1 epizoda                                         |
| 2004         | Popolni divjaki                        | Maggie                          | 1 epizoda                                         |
| 2005         | Bobby Cannon                           | London                          | Televizijski film                                 |
| 2005         | Eyes                                   | Kendall Judd                    | 1 epizoda                                         |
| 2005–2010    | Talenti v belem                        | Dr. Addison Montgomery-Shepherd | Bivši redni lik serije; občasni gostovalni pojavi |
| 2007 - danes | Zasebna ambulanta                      | Dr. Addison Montgomery          | Glavna vloga                                      |
| 2008         | Upright Citizens Brigade: Asssscat     | Monologistka                    | Televizijski film                                 |

## Nagrade in nominacije
| Year | Award                      | Result     | Category                                                          | Series                                             |
| ---- | -------------------------- | ---------- | ----------------------------------------------------------------- | -------------------------------------------------- |
| 2006 | Screen Actors Guild Awards | Nominirana | Izstopajoči nastop igralske zasedbe v dramski televizijski seriji | Talenti v belem (skupaj z ostalo igralsko zasedbo) |
| 2007 | Screen Actors Guild Awards | Dobila     | Izstopajoči nastop igralske zasedbe v dramski televizijski seriji | Talenti v belem (skupaj z ostalo igralsko zasedbo) |
| 2008 | Screen Actors Guild Awards | Nominirana | Izstopajoči nastop igralske zasedbe v dramski televizijski seriji | Talenti v belem (skupaj z ostalo igralsko zasedbo) |